# Трикокија
Трикокија (грч. Τρικοκκιά) је насељено место у општини Дескати у периферији Западна Македонија, Грчка. Према попису из 2021. године било је 180 становника.
Бугарски географ и историчар Васил Канчов, бележи да је у Трикокији 1900. године живело 135 Грка муслимана (Валахади) и 130 Грка хришћана. Према грчком конзулату у Еласони 1904. године у Трикокији је живело 304 Грка хришћана. Трикокија је настала спајањем мањих насеља сточара пореклом из околине Конице у Епиру. Село се раније звало Чатурнија.